# Daphne Corboz
Daphne Marie Corboz , née le 14 juin 1993 à Mobile (Alabama) aux États-Unis, est une footballeuse internationale française qui évolue au Paris FC.

## Biographie
Arrivée en prêt au FC Fleury 91 le 2 octobre 2017, en provenance du club américain de Sky Blue FC (NWSL), elle s’impose rapidement dans le 11 type. Elle y compte pendant une saison sa sœur Rachel Corboz comme coéquipière.
Durant l'intersaison 2020, elle rejoint le Paris FC avec lequel elle termine 3e du championnat pendant la saison 2021-2022, ce qui permet à l'équipe de se qualifier en barrage de la Ligue des Champions, mais l'équipe est éliminée au premier tour par l'AS Roma,.
Ayant la double nationalité, elle est sélectionnée très rapidement en équipe de France B à la suite de belles performances en D1 Féminine (Notamment en marquant un corner direct lors du match contre l’Olympique de Marseille).
Milieu de terrain offensif de formation, ambidextre, son poste de prédilection est dans un rôle de numéro 10, néanmoins elle est utilisée au poste de sentinelle devant la défense, ou de relayeur par le club essonnien, Elle peut jouer à de nombreux postes en milieu de terrain comme celui de milieu relayeur ou ailier qu’elle a occupé lors de son passage à Manchester City.
Bien qu'elle soit toujours sélectionnable par l'équipe nationale des États-Unis elle est régulièrement pré-sélectionnée en équipe de France A et en 2018 elle figure même dans la sélection à deux reprises contre l'Italie et le Brésil.

## Palmarès
Manchester City
- Championne d'Angleterre (WSL1) en 2016

 Paris FC
- Vainqueure de la Coupe de France en 2025